# Berezanský rajón
Berezanský rajón (ukrajinsky Березанський район) byl rajón v Mykolajivské oblasti na Ukrajině. Hlavním městem byla Berezanka a rajón měl přibližně 23 tisíc obyvatel. 

## Sídla v rajónu
- Berezanka